# Frédéric Page

Frédéric Page est un footballeur suisse né le 28 décembre 1978 à Menziken.

## Carrière

### Junior
- 1986-1990 : FC Seon  Suisse
- 1990-1996 : FC Aarau  Suisse

### Professionnel
- 1996-2003 : FC Aarau  Suisse
- 2003-2004 : 1.FC Union Berlin  Allemagne
- 2004-2006 : Greuther Fürth  Allemagne
- 2006-2007 : Unterhaching  Allemagne
- 2007-2009 : FC Aarau  Suisse
- 2009-2011 : Neuchâtel Xamax FC  Suisse
- 2011-2012 : FC Lausanne-Sport  Suisse
- 2012-2013 : Neuchâtel Xamax FC  Suisse